# Gare de Zuydcoote
La gare de Zuydcoote est une gare ferroviaire française (fermée) de la ligne de Dunkerque-Locale à Bray-Dunes, située sur le territoire de la commune de Zuydcoote, dans le département du Nord, en région Hauts-de-France.
Située sur une section de ligne non exploitée, la gare est fermée ; son bâtiment voyageurs est devenu un commerce.

## Situation ferroviaire
Établie à 6 mètres d'altitude, la gare de Zuydcoote est située au point kilométrique (PK) 314,712 de la ligne de Dunkerque-Locale à Bray-Dunes, entre la gare du sanatorium-maritime-de-Zuydcoote et la gare de Bray-Dunes.

## Histoire

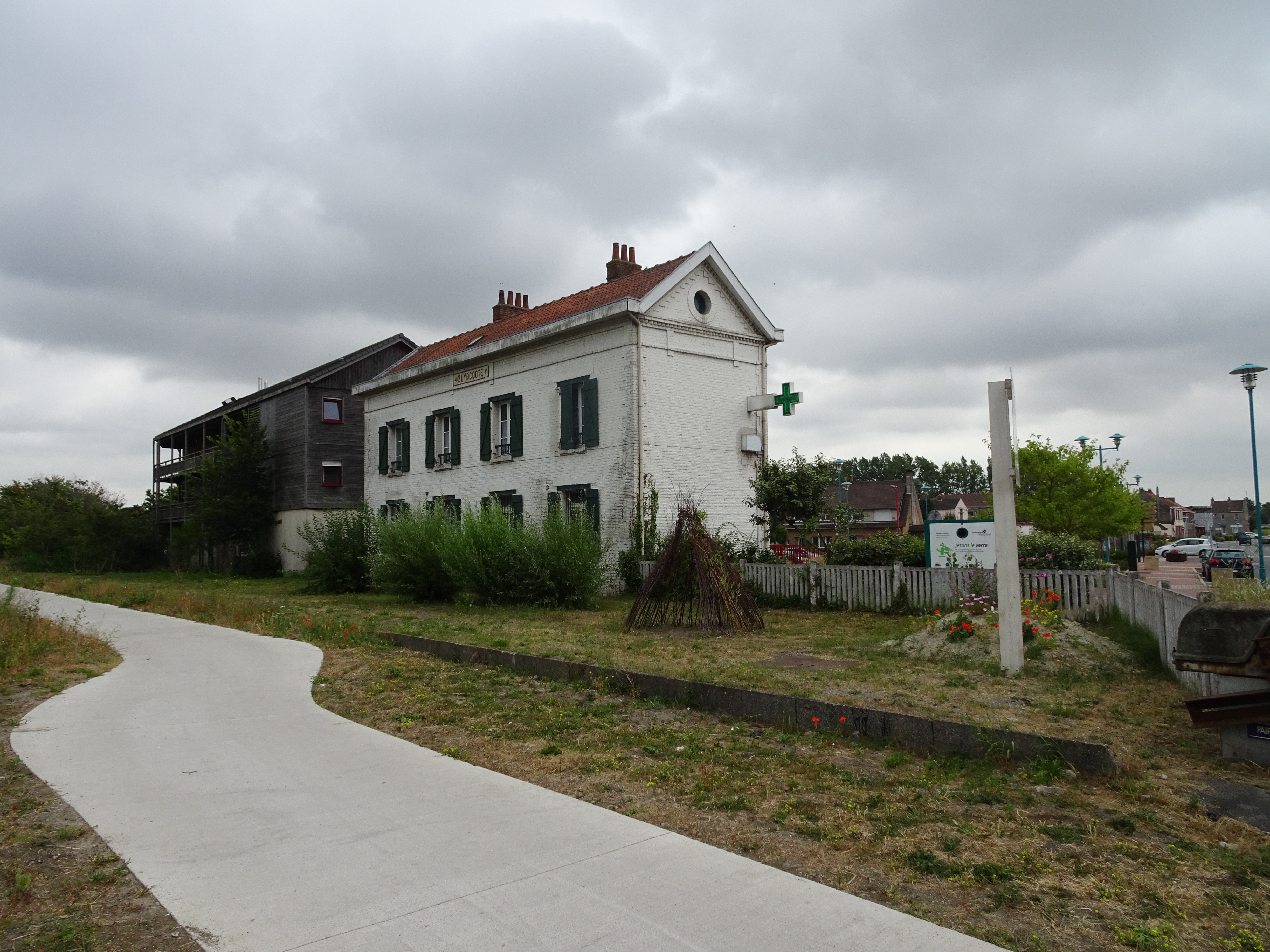
Aperçu de l'ancien quai et du bâtiment voyageurs.

Zuydcoote était reliée aux gares de Dunkerque et de La Panne (Belgique) par une voie unique, dont le trafic voyageurs est interrompu depuis 1992.

## Patrimoine ferroviaire
L'ancien bâtiment voyageurs, désaffecté du service ferroviaire puis revendu, est désormais une pharmacie.